# Liberty Global
Liberty Global mit Sitz in Hamilton auf den Bermudas ist ein internationaler Medienkonzern und einer der größten Breitbandanbieter weltweit.
Die Aktien des Unternehmens werden in Form von zwei Tracking Stocks an der NASDAQ gehandelt, wobei die Liberty Global Group das europäische Geschäft und die Liberty Latin America and Caribbean Group (LiLAC) das Geschäft in Lateinamerika und der Karibik enthält.

## Geschichte

Logo bis 18. Juni 2012

Die Gesellschaft ist aus einer Fusion von Liberty Media International und UGC (UnitedGlobalCom) entstanden. Diese sind jetzt 100-prozentige Töchter von Liberty Global. Eigenen Angaben zufolge hatte der Konzern Ende September 2015 knapp 27 Millionen Kunden in 14 Ländern. LMI-Chef John C. Malone fungiert als Chairman, UGC-Chef Michael Fries als Präsident und Chief Executive Officer (CEO).
Malone ist zugleich CEO der „Discovery Holding Company“, die über die Tochtergruppe Discovery Communications unter anderem den Discovery Channel betreibt.
Im Oktober 2005 erwarb Liberty Global Switzerland für rund 2,8 Milliarden Schweizer Franken sämtliche Aktien der „Cablecom Holdings AG“, der indirekten Mutter des Kabelnetzbetreibers Cablecom. Das Unternehmen ist seit 2007 Teil der niederländischen UPC Broadband Holding und ist seit März 2011 als UPC Cablecom tätig bzw. seit Mai 2016 als UPC.
Von Ende 2007 bis Juli 2018 versorgte Liberty Global über die aufgekaufte UPC Telekabel auch Österreich.
Auch an dem größten belgischen Kabelnetzbetreiber Telenet hält Liberty Global mit 56,36 % eine Aktienmehrheit.
Am 13. November 2009 gab Liberty Global die Übernahme des deutschen Kabelnetzbetreibers Unitymedia für 3,5 Milliarden Euro bekannt. Der Kauf wurde am 28. Januar 2010, nach der Genehmigung durch das Bundeskartellamt abgeschlossen. Im März 2011 erfolgte der Kauf von Kabel BW für 3,2 Milliarden Euro, welcher durch grünes Licht der Kartellbehörden im Dezember 2011 endgültig vollzogen werden konnte. Am 19. Juni 2012 machte Liberty Global einen Relaunch und passte u. a. sein Logo an das seiner UPC-Tochterfirmen an.
Am 5. Februar 2013 wurde bekannt, dass Liberty Global Virgin Media von Virgin Group kaufen möchte. Liberty Global ist das größte Breitband-Unternehmen der Welt, und außerdem der größte Kabelnetzbetreiber in Großbritannien. Die Übernahme wurde am 7. Juni 2013 abgeschlossen.
Mit Wirkung zum 1. Mai 2013 wurde die neue Konzernobergesellschaft mit dem Namen Liberty Global Corporation Ltd. mit Sitz in London gegründet, die sich kurz darauf in Liberty Global plc. umbenannte. Die bisherige Konzernobergesellschaft war die Liberty Global, Inc. mit Sitz in Englewood (Colorado) in den Vereinigten Staaten.
2014 wurde das Unternehmen auch in den Niederlanden durch die Übernahme von Ziggo zum größten Kabelnetzbetreiber. Ende 2014 wurde Ziggo in eine B.V. umgewandelt. 
Ende November 2014 wurde bekannt, dass die Vodafone Group die Komplettübernahme oder die Übernahme einzelner Geschäftsbereiche von Liberty Global prüfte. Am 28. September 2015 wurde gemeldet, die Übernahmegespräche seien wegen unterschiedlicher Auffassungen bezüglich des Wertes der einzelnen Ländergesellschaften gescheitert.
Am 17. November 2015 wurde bekannt, dass Liberty Global plant, die britische Cable & Wireless Communications zu übernehmen.
Am 9. Mai 2018 gab die Vodafone Group eine Vereinbarung zur Übernahme der Aktivitäten von Liberty Global Europe in Deutschland, Tschechien, Ungarn und Rumänien im Wert von 18,4 Milliarden Euro bekannt. Die Zustimmung der Wettbewerbsbehörden sowie der EU-Kommission wurde am 18. Juli 2019 erteilt.
Per 1. August 2018 wurden alle österreichischen UPC-Unternehmen von T-Mobile Austria übernommen, das Unternehmen wurde mit T-Mobile Austria verschmolzen.
Am 12. August 2020 gab Liberty Global bekannt, die Schweizer Sunrise Communications übernehmen zu wollen. Die Übernahme wurde am 30. Oktober 2020 von der Wettbewerbskommission genehmigt.
2023 verlegte Liberty Global seinen Sitz aus regulatorischen Gründen vom Vereinigten Königreich auf die Bermudas.

## Hintergründe
Liberty Global besitzt Anteile an Breitband-Vertriebs- und Content-Gesellschaften außerhalb der Vereinigten Staaten, vornehmlich in Europa, Asien sowie Nord-, Süd- und Mittelamerika. Durch seine Niederlassungen und Tochtergesellschaften ist Liberty Global in Bezug auf die Teilnehmerzahlen der größte Breitband-Kabelnetzbetreiber außerhalb der Vereinigten Staaten. Basierend auf den operativen Unternehmenskennzahlen vom 30. Juni 2013 (ausgenommen NTL Ireland, das zwar konsolidiert aber nicht kontrolliert wird) versorgt Liberty Globals Netzwerk ca. 24 Millionen verkabelte Haushalte und stellt ca. 47,6 Millionen Einzeldienste (RGUs) zur Verfügung. Diese beinhalten ca. 21,9 Millionen TV-Kunden, 13,9 Millionen Breitband-Internet-Kunden und 11,8 Millionen Telefoniekunden. Liberty Global war bis zum teilweisen Verkauf in 13 Ländern in Europa sowie in Chile und Puerto Rico vertreten und war der größte Kabelnetzbetreiber in den Niederlanden, Polen, Schweiz, Spanien, Belgien, Slowakei, Ungarn und Tschechien. Um den Verkauf von Unitymedia in Deutschland an Vodafone bei den Wettbewerbsbehörden durchsetzen zu können, wurde ein Gesamtpaket mit den Kabelnetzbetreibern in Rumänien, Ungarn und Tschechien geschnürt und zum Verkauf angeboten. Da auf nationaler Ebene in Deutschland eine Fusion der Kabelfernsehnetze bisher nicht genehmigt wurde, war so die EU-Ebene zuständig. Die Zustimmung der Wettbewerbsbehörden (Anti-Monopolbehörden), sowie der EU-Kommission zur Fusion und Etablierung eines Monopols wurde am 18. Juli 2019 erteilt.

## Steuersparmodell
Liberty rechnete damit, Unitymedia im Jahr 2019 mit einem Plus von rund 7,2 Milliarden Euro abzugeben. Auf diesen Kaufpreis erwartete Liberty nach eigenen Angaben keinerlei Steuerzahlungen.
Liberty hat in einem Zeitraum von acht Jahren 3,8 Milliarden Euro bei Unitymedia abgeschöpft. Der damalige Kaufpreis betrug 2,1 Milliarden Euro. Im selben Zeitraum zahlte Unitymedia in Deutschland nur gut 50 Millionen Euro an Unternehmensteuern.
Durch Recherchen des SPIEGEL und der britischen Organisation Finance Uncovered ist bekanntgeworden, mit welchen Finanzierungskonstrukten es Liberty Global gelungen ist, beim Transfer dieser Milliardenbeträge fast keine deutschen Gewinnsteuern zu zahlen. Multinationale Unternehmen können legal das Steuersystem ausnutzen, indem sie viel Geld leihen, sich selbst hohe Ausschüttungen gewähren und enorme Kapitalgewinne machen. Auch der hochprofitable Verkauf von Unitymedia an Vodafone ist für Liberty weitgehend steuerfrei abgelaufen.

## Rückkehr nach Deutschland
Am 23. September 2021 kündigte der Investor an, zusammen mit der französischen InfraVia Capital Partners das Gemeinschaftsunternehmen Liberty Networks Germany zu gründen. Genaue Angaben zum Investitionsvolumen des neuen 50:50-Joint Venture wurden nicht gemacht. Man erhofft sich hohe Renditen aus dem Aufbau von Glasfasernetzen „auf der grünen Wiese“ in Deutschland. Anfang November 2021 gab Liberty Networks bekannt, im brandenburgischen Landkreis Märkisch-Oderland bereits mit der Planung von FTTH (Fiber To The Home) Netzen beschäftigt zu sein, um dort rund 7000 Haushalte zu versorgen. Auf ihrer Internetseite wirbt Liberty Networks mit ihrer Marke hellofiber mit der Glaserfaserversorgung in:
- Althütte
- Berglen
- Beuren
- Burckhardstdorf / Thalheim
- Erkenbrechtsweiler
- Feldafing / Tutzing
- Grafenberg
- Großbettlingen
- Kohlberg
- Neuffen
- Rudersberg

Das ursprünglich angekündigte Petershagen/Eggersdorf östlich von Berlin wird von GreenFiber ausgebaut.
Zum Jahreswechsel 2022/2023 beantragte die helloFiber GmbH (ehem. Liberty Networks Germany GmbH) Insolvenz. Die Mitarbeiter der helloFiber GmbH erhielten zwei Tage vor Weihnachten 2022 ihre Kündigung.
Mit der Insolvenz zog sich Liberty Networks wieder aus Deutschland zurück.